# Superman: Brainiac Attacks
Superman: Brainiac Attacks (Superman: Brainiac ataca en algunos países Hispanos) es una película animada estadounidense lanzada directa a DVD en el año 2006. La película fue puesta al aire en el bloque de Toonami y posteriormente en el bloque de Toon Disney.
La película es tomada como una continuación de la serie animada de Superman, ya que sigue la secuencia de hechos y casi todos los actores que participaron en la serie están presentes en esta caricatura.

## Argumento
Brainiac se estrella en la Tierra y secuestra Lex Labs para recopilar datos de la Tierra y acumular el poder de sus sistemas de armas. Lois Lane y Jimmy Olsen son enviados a uno de los laboratorios de Lex Luthor después de que Brainiac llega a la Tierra en un meteorito, esquivando con éxito los intentos realizados por el satélite de Luthor para destruir cualquier daño potencial a la Tierra en un intento de aumentar su popularidad contra Superman como el verdadero héroe del pueblo. Superman llega en breve y encuentra a Brainiac descargando datos de las computadoras con información relacionada con las diversas formas de armamento de LexCorp, incluido el escudo contra meteoritos equipado con láser que había intentado destruir a Brainiac antes. Usando su aliento de hielo, Superman aparentemente puede destruir a Brainiac, después de que Superman y Brainiac se involucraron en la batalla.
Al presenciar el incidente y cómo su satélite podría usarse como un arma efectiva contra Superman, Luthor encuentra el chip cerebral aún intacto de Brainiac y lo lleva a LexCorp, donde reactiva a Brainiac. Luego propone que Brainiac, con la tecnología de LexCorp y Kryptonita, derrote a Superman, y luego Luthor intervenga para ahuyentar a Brainiac de la Tierra, frente al mundo para que aparezca como el verdadero héroe de la Tierra, donde luego será libre para conquistar otros planetas, dejando a Lex a cargo de la Tierra. Brainiac acepta el acuerdo y procede a reconstruirse y mejorarse.
Mientras tanto, Clark Kent contempla la idea de revelar su identidad secreta a Lois. La oportunidad se presenta cuando el editor Perry White, debido a la escasez de personal, envía tanto a Kent como a Lois a revisar un restaurante en Metrópolis. Durante este tiempo, sin embargo, regresa Brainiac. Entre sus mejoras se encuentra la capacidad de rastrear a Superman en función de su ADN. Después de otra batalla con Brainiac, Superman se ha visto significativamente afectado por los rayos de energía de kryptonita de Brainiac, y Lois resulta gravemente herida en el proceso. Se revela que su sangre ha sido infectada con un veneno de base metálica de kriptonita que está galvanizando sus células sanguíneas y, si no se trata, resultaría fatal.
Sintiéndose culpable, Superman obtiene una muestra de la sangre de Lois del hospital y regresa a la Fortaleza de la Soledad, donde analiza la sangre de Lois usando su tecnología kryptoniana. Es entonces cuando Superman descubre que la única cura para la condición de Lois es obtener una sustancia química, conocida como Argonium 44, de la Zona Fantasma. Sin embargo, Brainiac puede localizar a Superman en su retiro antártico e intenta descargar la información de Krypton de la computadora de Superman. Superman luego inicia una secuencia de autodestrucción. Brainiac, al no poder localizar a Superman, supone que murió en la explosión. Superman, de hecho, había ido a la Zona Fantasma para encontrar el Argonium 44, que no solo curaría a Lois y se curaría a sí mismo, sino que también le proporcionaría una mayor fuerza contra Brainiac al protegerlo de su explosión de kryptonita.
Brainiac regresa a Metrópolis donde Luthor espera para cumplir con su acuerdo. Jimmy investiga a Lex y se da cuenta de que está trabajando con Brainiac. Brainiac, sin embargo, tiene la intención de matar a Luthor para conquistar la Tierra, e incluso había eliminado el componente autodestructivo que Luthor había plantado en caso de que Brainiac lo traicionara. Superman aparentemente regresa a través de un portal y cura a Lois, pero cuando la saca del hospital, se da cuenta de que esta experiencia es una ilusión creada por la Zona Fantasma cuando Lois lo incita repetidamente a quedarse con ella y no perseguir a Brainiac. Después de esto, es perseguido y atacado por varios Fantasmas antes de que escape de la Zona Fantasma.
Al regresar a Metrópolis, Superman y Brainiac se involucran en una larga batalla, durante la cual Luthor resulta herido en el fuego cruzado. Mercy descubre a Jimmy buscando pruebas contra Luthor y lo ataca brutalmente. Finalmente, se hace cargo de uno de los grandes exoesqueletos robóticos de Lex y la deja inconsciente. Desafortunadamente, su cámara es destruida por su ataque, liberándolo de la oportunidad de fotografiar evidencia de los planes de Lex, para su consternación. Superman aparentemente derrota a Brainiac y luego regresa al hospital para curar a la enferma Lois. Pero antes de que Lois pueda tomar la cura, Braniac, que ahora es solo una cabeza, ataca el hospital y destruye la cura. Inmediatamente después, Superman finalmente destruye a Brainiac rompiendo su chip cerebral.
Con la cura ahora destruida, Lois se enfrenta a una muerte segura. Superman, lamentando no haberle dicho a Lois sus verdaderos sentimientos, la abraza. Es entonces cuando sus lágrimas, que contienen Argonio 44 que lo había curado antes, hacen contacto con Lois, curándola. Ella supone que él es Clark, pero Superman (habiendo cambiado de opinión por su seguridad) le dice que él es solo Superman. Más tarde, Superman recupera una parte de su tecnología kryptoniana destruida donde pretende reconstruir su fortaleza. Luego promete dejar su trabajo en el Daily Planet en un intento de evitar futuros daños a sus seres queridos, en caso de que alguno de sus enemigos descubra su secreto.

## Reparto
- Tim Daly como Kal-El/Clark Kent /Superman.
- Powers Boothe como Lex Luthor.
- Dana Delany como Lois Lane.
- Lance Henriksen como Brainiac.
- George Dzundza como Perry White.
- David Kaufman como Jimmy Olsen.
- Mike Farrell como Jonathan Kent.
- Shelley Fabares como Martha Kent.
- Tara Strong como Mercy Graves.

## Producción
La película fue dirigida por Curt Geda, quien trabajó en Superman: The Animated Series. Warner Bros deseaba el estilo clásico, y Geda agregó más humor y romance de lo que se exploró anteriormente en la serie animada. A pesar de que el estilo visual de la película es el mismo que Superman: The Animated Series (al igual que la mayoría de su elenco de voces que regresan), el escritor Duane Capizzi ha declarado que la película no estaba destinada a ser parte del Universo animado de DC. Además, los miembros del elenco de DCAU Clancy Brown (Lex Luthor), Corey Burton (Brainiac) y Lisa Edelstein (Mercy Graves) están ausentes de la película, con Powers Boothe, Lance Henriksen y Tara Strong dando voz a sus respectivos personajes.
En particular, esta representación de Lex Luthor, en lugar de ser el industrial frío y calculador retratado en Superman: The Animated Series, parece incorporar elementos de las representaciones menos serias del personaje de Gene Hackman en las películas de acción real, lo que hace que Luthor sea más alegre y alegre. oscuramente caprichoso, yendo tan lejos como para hacer bromas sobre las situaciones que lo rodean.